# Tre Valli Varesine 1950
La Tre Valli Varesine 1950, trentesima edizione della corsa, valido come campionato nazionale in linea, e riservata ai corridori italiani, si svolse il 14 maggio 1950 su un percorso di 291,5 km. La vittoria fu appannaggio dell'italiano Antonio Bevilacqua, che completò il percorso in 8h00'59", precedendo i connazionali Alfredo Martini e Mario Ricci.
Sul traguardo di Varese 29 ciclisti portarono a termine la competizione. Da segnalare che nel gruppetto più distanziato dal vincitore di giornata, giunto a 8'34", vi erano Fausto Coppi e Gino Bartali; seppur il vincitore di quella volata, avesse concluso solamente 18º, fra i due rivali vi fu molta bagarre: infatti Coppi batté Bartali, ma la giuria ritenne la volata irregolare e pertanto il Campionissimo venne retrocesso in 27º posizione (terzultimo).

## Ordine d'arrivo (Top 10)
| Pos. | Corridore          | Squadra          | Tempo    |
| ---- | ------------------ | ---------------- | -------- |
| 1    | Antonio Bevilacqua | Wilier Triestina | 8h00'59" |
| 2    | Alfredo Martini    | Taurea-Pirelli   | a 2'22"  |
| 3    | Mario Ricci        | Viscontea        | a 4'10"  |
| 4    | Nedo Logli         | Ganna            | s.t.     |
| 5    | Oreste Conte       | Bianchi-Ursus    | s.t.     |
| 6    | Serse Coppi        | Bianchi-Ursus    | s.t.     |
| 7    | Luciano Maggini    | Taurea-Pirelli   | s.t.     |
| 8    | Olimpio Bizzi      | Guerra-Ursus     | s.t.     |
| 9    | Virgilio Salimbeni | Legnano          | s.t.     |
| 10   | Fiorenzo Magni     | Wilier Triestina | s.t.     |